# Věšín
Věšín település Csehországban, a Příbrami járásban. Věšín Míšov, Rožmitál pod Třemšínem és Nepomuk településekkel határos. Lakosainak száma 699 fő (2024. január 1.).

## Népesség
A település lakosságának változását az alábbi diagram mutatja:
| Lakosok száma | 1467 | 1561 | 1380 | 851  | 715  | 613  | 698  | 697  | 682  | 699  |
|               | 1869 | 1890 | 1921 | 1950 | 1980 | 2001 | 2017 | 2019 | 2022 | 2024 |